# Phecda
Phecda (γ UMa / γ Ursae Majoris / Gamma Ursae Majoris) è una stella situata nella costellazione dell'Orsa Maggiore. Il nome tradizionale, noto anche nelle varianti Phekda e Phad, deriva dalla parola  araba
فخذ fakhdh [faxð], "coscia" (del Grande Orso).
L'astro è familiare alla gran parte degli osservatori dell'emisfero boreale, in quanto fa parte dell'asterismo del Grande Carro, di cui costituisce il vertice sudorientale. Assieme a quattro altre stelle di questo famoso asterismo Phecda costituisce un'associazione stellare nota come associazione dell'Orsa Maggiore.

## Osservazione
Si tratta di una stella situata nell'emisfero boreale. La sua posizione è fortemente boreale e ciò comporta che la stella sia osservabile prevalentemente dall'emisfero nord, dove si presenta circumpolare anche da gran parte delle regioni temperate; dall'emisfero sud la sua visibilità è invece limitata alle regioni temperate inferiori e alla fascia tropicale. La sua magnitudine pari a +2,41 fa sì che possa essere scorta anche con un cielo affetto da inquinamento luminoso.

## Caratteristiche fisiche
Phecda è propriamente una stella bianca di classe spettrale A0 Ve; si tratta quindi di una stella che, come buona parte delle stelle della nostra Galassia, si trova nella sequenza principale, una lunga fase di stabilità durante la quale fonde l'idrogeno del nucleo in elio. Phecda è 2,4 volte più massiccia del Sole, 75 volte più luminosa e con un raggio 3 volte superiore. Lo spettro della stella è caratterizzato dalla presenza di linee di emissione (indicate dalla "e" nella classe spettrale), che la rendono affine alle più calde stelle Be.